# Översjön (Sunne socken, Värmland)
Översjön är en sjö i Sunne kommun i Värmland och ingår i Göta älvs huvudavrinningsområde. Sjön är 25 meter djup, har en yta på 0,37 kvadratkilometer och befinner sig 218,2 meter över havet. Vid provfiske har abborre, gädda, mört och siklöja fångats i sjön.

## Delavrinningsområde
Översjön ingår i det delavrinningsområde (664279-136290) som SMHI kallar för Inloppet i Rannsjön. Medelhöjden är 275 meter över havet och ytan är 21,6 kvadratkilometer. Det finns inga avrinningsområden uppströms utan avrinningsområdet är högsta punkten. Ranån (Mansån) som avvattnar avrinningsområdet har biflödesordning 2, vilket innebär att vattnet flödar genom totalt 2 vattendrag innan det når havet efter 317 kilometer. Avrinningsområdet består mestadels av skog (88 procent). Avrinningsområdet har 0,88 kvadratkilometer vattenytor vilket ger det en sjöprocent på 4,1 procent.